# 藤村操

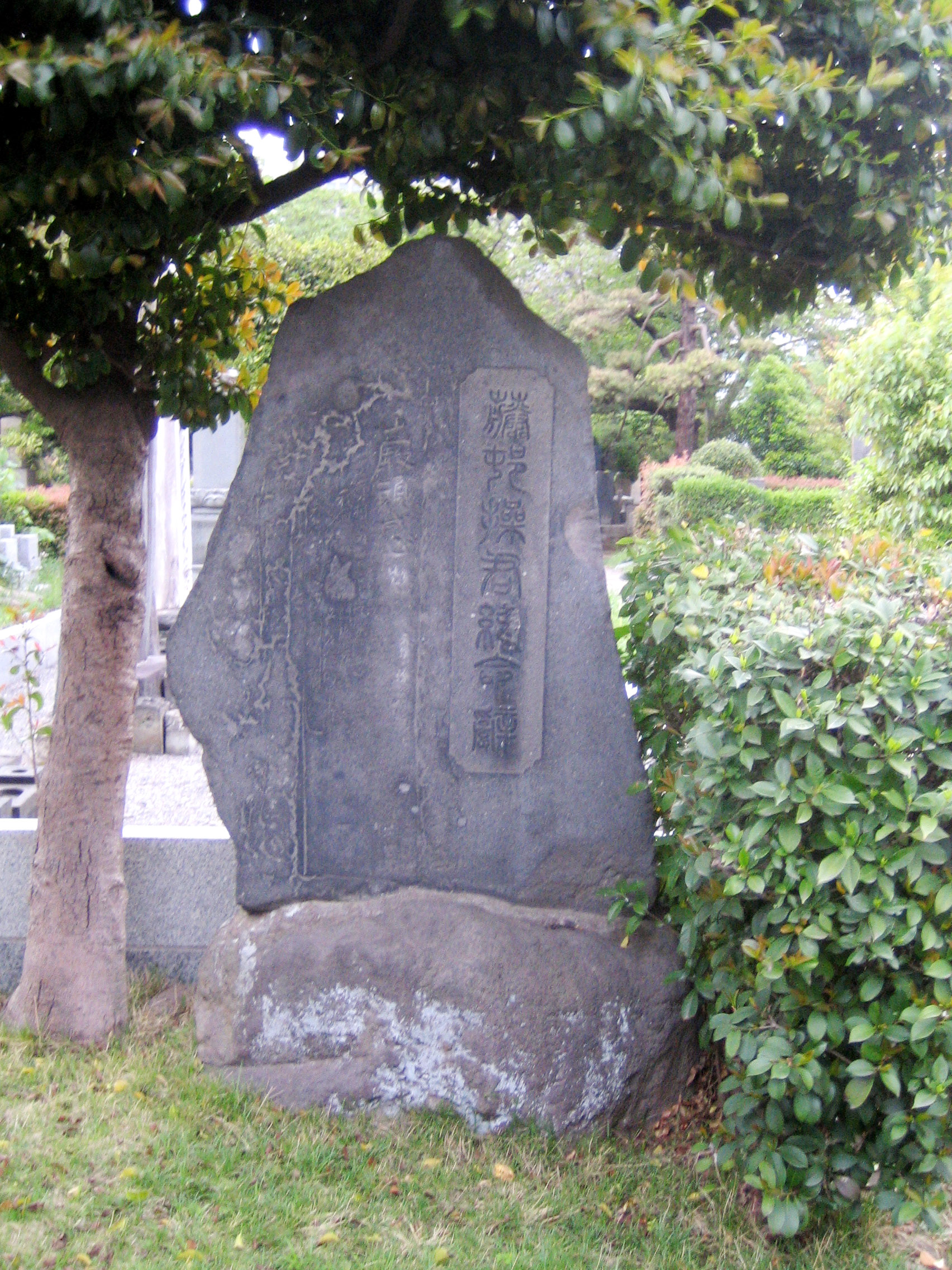
「藤村操君絕命辭」的碑文。青山靈園（東京都港區）内

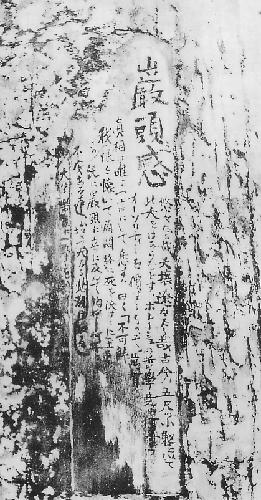
寫在水楢樹上的巌頭之感

藤村操（日语：／ Fujimura Misao，1886年7月20日—1903年5月22日），為日本北海道出生的舊制第一高等學校的學生，於栃木縣日光市的華嚴瀑布投水自殺。自殺現場所遺留下來的遺書《巖頭之感》造成當時的媒體及知識分子極大的衝擊。

## 出生與家庭
藤村操的祖父為藤村政德，前盛岡藩武士。父親藤村胖胖（ゆたか、政德的長子）在明治維新之後搬到北海道，經營企業相當成功。
藤村操在1886年（明治19年）於北海道出生，是政德的長男。在12歳的時候進入札幌中学。這段期間1899年（明治32年）藤村胖過世。之後、藤村操搬到東京、曾經就讀京北中学，最後進入第一高等学校。
- 父親藤村胖胖：屯田銀行銀行行長。
- 弟藤村朗（日语：藤村朗）：建築家，三菱地所的社長。
- 妹妹的先生安倍能成：為夏目漱石門下的哲学家。曾經擔任過学習院院長與文部大臣。
- 叔叔那珂通世（胖的弟弟）：歷史學家。

## 華嚴瀑布的自殺
在1903年（明治36年）5月22日，藤村操在華嚴瀑布旁邊樹上留下《巌頭之感》後自殺。由於厭世的菁英學生自殺，帶給當時以「出人頭地」為美德的當時社會極大的影響，之後陸續出現許多追隨他自殺的人。即使在警察的嚴格監視下，依然有為數不少的人自殺未遂。在藤村操死後的四年內，在華嚴瀑布企圖自殺的人高達185位（包括既遂的有40位）。華嚴瀑布現在之所以成為自殺的有名地點，是由於藤村操的緣故。
藤村操的墓地位於目前東京都港區的青山靈園。
藤村留下遺言的水楢樹之後遭警方砍伐，不過有保留當時的照片，現在在華嚴瀑布旁被當成土產販賣。

### 遺書「巖頭之感」
藤村的遺書《巖頭之感》全文翻譯如下。

悠悠天壤，遼遼古今，
五尺之軀想不透如此大哉問。
赫雷修之哲學，值多少權威？
萬有之真相，一言以蔽之，即──不可解。
懷抱胸中之恨，煩悶，最後選擇一死，
既已站在巖上，胸中了無不安。
始知──最大的悲觀竟等於最大的樂觀。
其中「赫雷修之哲學」被認為是指莎士比亞的作品《哈姆雷特》中登場人物赫雷修（哈姆雷特的好朋友）。劇中有一幕是哈姆雷特對赫雷修說:「There are more things in heaven and earth, Horatio. Than are dreamt of in your philosophy.（世界如此遼闊，以你的哲學來思考，仍然有想不透的事情。）」在遺書的第五行有著類似的辭句。也有許多說明指出，遺書的內容多與不可知論的内容相關。

### 自殺後的影響
藤村操死後，造成當時在一高擔任他英文老師的夏目漱石極大精神打擊。由於夏目漱石曾在藤村操自殺之前的課堂上，罵藤村「你的英文學想法錯了」。藤村自殺之後，據說造成夏目漱石後來憂鬱症的原因之一。
在當時的黑岩淚香、井上哲次郎及坪内逍遙等知識份子之間，也對於藤村的死交換不同意見。當時的媒體上，《萬朝報》也刊載藤村操叔叔的哀悼文。從《近時畫報》上刊載「巌頭之感」的相片之後，許多雜誌也紛紛對此事件詳加記載。

#### 偽造作品
1907年《煩悶記》也奈義書房出版，岩本無縫篇。作者假借藤村操其實還活著並且特地寫下這本偽書。出版之後立即遭到禁止販賣處分。
內容為藤村自殺未遂後，走下山搭著海盜船環遊世界、在巴黎頓悟。而將這個內容整理後，委託友人出版。一開始為「我開始迷失、我開始懷疑。我哭泣、煩悶」。內容受到社會主義與無政府主義等強烈的影響，而成為禁止販賣的原因。現在只剩下三本的珍奇本。在神田古本祭展示的時候，擁有高達147萬日幣的價值。這之中一本為野間光辰所有，另一本為谷澤永一所有。而全文曾刊載於《行星群 一本關於時代的好書 明治篇》（遊星群 時代を語る好書録 明治篇）。

### 自殺原因
藤村操自殺之後，由於遺書《巌頭之感》的影響，許多人認為藤村是由於哲學性的煩惱而自殺，現在依然有許多人這麼認為。但是，被發現藤村自殺之前曾經失戀過，也有許多人認為失戀才是藤村自殺的原因。他喜歡的對象是學者菊池大麓的長女多美子。而在藤村自殺那一年，多美子與美濃部達吉結婚。

## 脚注
1. ↑  藤村胖的死因，一說是自殺或死亡。
2. ↑  西洋古典学者の逸身喜一郎は、「ホレーショ」はローマ詩人ホラティウスではないかと指摘している。この場合藤村は、「未来に思い悩まされることなく、一日一日を楽しめ」というホラティウスの快楽主義を批判していることになる。(逸身喜一郎『ラテン語のはなし』2000年、大修館書店、ISBN 978-4-469-21262-4 ）
3. ↑  谷沢永一『遊星群 時代を語る好書録 明治篇』2005年、和泉書院、ISBN 978-4757602878
4. ↑  .   [2009年11月2日]. （原始内容存档于2009年5月28日）.
5. ↑  .   [2009年11月2日]. （原始内容存档于2009年12月20日）.
6. ↑  『滑稽新聞』（宮武外骨）

## 関連項目
- 自殺模仿
- 藤山一郎 - 因為藤村操而取的藝名。
- 岩波茂雄 - 岩波書店創業者。藤村操在一高的學長、稱受到藤村自殺極大影響也試圖自殺，但被同窗阻止而未成。
- 尾崎放哉 - 一高的同校同學。
- 漫畫《麻辣教師GTO》 - 單行本第17集中，背景相似的天才女高中生神崎麗美背誦《巌頭之感》的一部分。

## 外部連結
- 日本ペンクラブ：電子文藝館 藤村操